# Iambiodes nyctostola
Iambiodes nyctostola là một loài bướm đêm trong họ Noctuidae.